# گرند ریور (اوهایو)
گرند ریور (به انگلیسی: Grand River) یک روستا در ایالات متحده آمریکا است که در شهرستان لیک، اوهایو واقع شده‌است. گرند ریور ۱٫۶۳ کیلومتر مربع مساحت و ۳۹۹ نفر جمعیت دارد و ۱۸۶ متر بالاتر از سطح دریا واقع شده‌است.